# Liên họ Cá nhà táng
Liên họ Cá nhà táng (danh pháp khoa học: Physeteroidea) là một liên họ sinh học chứa 3 loài còn sinh tồn trong 2 họ thuộc phân bộ cá voi có răng (Odontoceti):
- Physeteridae: Họ Cá nhà táng
  - Chi Physeter
    - Physeter macrocephalus: Cá nhà táng
- Kogiidae: Họ Cá nhà táng nhỏ
  - Chi Kogia
    - Kogia breviceps: Cá nhà táng nhỏ
    - Kogia sima: Cá nhà táng lùn

Trong quá khứ, 2 chi này được xếp trong cùng 1 họ Physeteridae với 2 loài thuộc chi Kogia được xếp trong 1 phân họ (Kogiinae), tuy nhiên hiện nay chi Kogia nằm trong 1 họ riêng - họ Kogiidae tách ra từ họ Physeteridae. Như vậy họ Physeteridae chỉ còn 1 loài duy nhất được biết đến.
Trong tiếng Anh, cá nhà táng gọi là sperm whale, có nghĩa đen là cá voi tinh dịch, và tên gọi này xuất phát từ việc các thủy thủ săn cá voi tưởng rằng chất dầu trên đầu cá nhà táng (sáp cá nhà táng) là tinh dịch của nó.

## Đặc điểm
Cá nhà táng là loài lớn nhất trong phân bộ cá voi có răng, con đực trưởng thành có thể dài 15–18 m (50–60 ft), nặng 45-70 tấn. Hai loài cá voi lùn và nhỏ thì nhỏ bé hơn nhiều, dài 2,5 tới 3,5m (9–11 ft), nặng khoảng 350–500 kg (770-1.100 lb). Chúng có thể lặn lâu 40 phút, phát ra tiếng kêu gần 250 đêxiben (ngang ngửa súng thần công).

## Tiến hóa
Hóa thạch cá nhà táng cổ nhất được tìm thấy tồn tại ở cuối thế Oligocen - khoảng 25 triệu năm trước, cùng với một họ hàng của nó cuối thế Eocen trước khi chúng tách ra thành phân bộ cá voi có răng Odontoceti.
Hóa thạch đã ghi nhận được cá nhà táng rất phổ biến trong thế Miocen, nơi những loài cá nhà táng nguyên thủy (như Zygophyseter và Naganocetus) đã tồn tại; một số hóa thạch khác chỉ ra rằng họ Cá nhà táng (Physeteridae) còn bao gồm các chi Ferecetotherium, Helvicetus, Idiorophus, Diaphorocetus, Aulophyseter, Orycterocetus, Scaldicetus và Placoziphius, trong khi đó hóa thạch của họ Kogiidae bao gồm Kogiopsis, Scaphokogia và Praekogia. Hóa thạch cổ nhất của họ Kogiidae được biết đến là cuối thế Miocen, khoảng 7 triệu năm trước.

## Phân loại
- Bộ: Cá voi
  - Phân bộ: Mysticeti
  - Phân bộ: Odontoceti
    - Siêu họ Delphinoidea
    - Siêu họ Inioidea
    - Siêu họ Lipotoidea
    - Siêu họ Platanistoidea
    - Siêu họ Physeteroidea
      - Nhóm cơ sở (nhóm thân cây phát sinh)
        - Diaphorocetus †
        - Acrophyseter †
        - Zygophyseter †
        - Brygmophyseter (= Naganocetus) †
        - Aulophyseter †
        - Livyatan †

      - Physteridae
        - Physeter
          - Cá nhà táng, Physeter macrocephalus (đồng nghĩa Physeter catodon)

        - Orycterocetus †
        - Ferecetotherium †
        - Helvicetus †
        - Idiorophus †
        - Placoziphius †
        - Idiophyseter †
        - Physeterula †

      - Kogiidae
        - Kogia
          - Cá nhà táng nhỏ, Kogia breviceps
          - Cá nhà táng lùn, Kogia simus
          - Kogia pusilla †

        - Aprixokogia †
        - Kogiopsis †
        - Praekogia †
        - Scaphokogia †